# 서울노일초등학교
서울노일초등학교는 대한민국 서울특별시 노원구 상계동에 있는 공립 초등학교이다.

## 학교 연혁
- 1994년 11월 10일 서울노일국민학교 개교(설립인가 8월 5일)
- 1995년 10월 26일 급식실 개관 및 전 학년 급식 실시
- 1996년 3월 1일 현재 교명으로 개칭
- 2003년 5월 30일 도서실 개관
- 2006년 2월 8일 전체 교실 냉난방 시설 완료
- 2008년 8월 13일 특별교실 증축(과학실, 컴퓨터실, 도서실, 멀티실)
- 2010년 12월 8일 노일체육관 개관식
- 2011년 4월 1일 돌봄교실 개관식
- 2011년 9월 1일 교실 롤스크린 설치
- 2016년 2월 17일 제21회 졸업식(123명)
- 2017년 2월 17일 제22회 졸업식(124명)
- 2018년 2월 12일 제23회 졸업식(98명)
- 2018년 9월 1일 제8대 조옥진 교장 취임
- 2019년 2월 15일 제24회 졸업식(93명)
- 2019년 2월 28일 놀이교실 겸 돌봄교실 증설
- 2019년 9월 30일 에코스쿨 조성
- 2020년 1월 15일 학생용 책걸상, 사물함 교체
- 2020년 2월 13일 제25회 졸업식(93명)
- 2024년 11월 10일 개교 30주년

## 학교 상징
- 교화(校花) - 장미 : 양보, 미덕, 사랑
- 교목(校木) - 은행나무 : 정직, 성실, 꿈

## 참고 자료
- 서울노일초등학교 - 한국교육학술정보원 학교알리미